# John Sealy Townsend
Edward John Sealy Townsend (Galway, 7 de junho de 1868 — Oxford, 16 de fevereiro de 1957) foi um matemático físico que realizou vários estudos sobre a condução elétrica de gases (sobre a cinética de elétrons e íons ) e a medida diretamente a carga elétrica . Ele era um professor de física na Universidade de Oxford.

## Biografia
Ele nasceu em Galway, no condado de Galway, na Irlanda , filho de Edward Townsend, professor de Engenharia Civil na Queen's College, Galway. Em 1885 entrou para Trinity College de Dublin e ficou no topo da classe em matemática com um BA em 1890. Ele se tornou um Clerk Maxwell Scholar e entrou Trinity College, Cambridge , onde se tornou um estudante de pesquisa ao mesmo tempo, como Ernest Rutherford . No Laboratório Cavendish , ele estudou com J.J. Thomson . Ele desenvolveu a "teoria da colisão Townsend". Townsend fornecido um importante trabalho para a condutividade elétrica dos gases (" descarga Townsend circa "1897). Este trabalho determinou a carga elétrica elementar com o método da gota. Este método foi aperfeiçoado mais tarde por Robert Andrews Millikan .
Em 1900 tornou-se professor Wykeham de física em Oxford. Em 1901 descobriu a ionização de moléculas por impacto de íons e da dependência do livre caminho médio de elétrons (de gases), da energia (e seus estudos independentes sobre as colisões entre átomos e elétrons de baixa energia em 1920 viria a ser chamado efeito Ramsauer-Townsend ). Em 11 de junho de 1903 foi eleito membro da Royal Society (FRS). Ele foi condecorado com a Medalha Hughes em 1914. Durante a Primeira Guerra Mundial, ele pesquisou, em Woolwich, wireless métodos para a Royal Naval Air Service .
Townsend foi um manifestante de laboratório quando Brebis Bleaney era uma graduação. Bleaney relata uma ocasião em que Townsend reuniu todos os manifestantes e procedeu a refutar a mecânica quântica e a relatividade.
Entre as duas guerras mundiais, Townsend levou um pequeno grupo de investigadores eficazes, muitas vezes, estudiosos Rhodes , dos quais alguns se tornaram ilustres físicos. No entanto, na década de 1930, tornou-se menos eficaz. Ele era visto como um professor chato, um supervisor dogmática, e fora de contato com o mundo da física. Como foi em 1930, os refugiados alemães procuraram refúgio em seu laboratório, enquanto Lindemann , Lee é professor Dr. da Física, ganhou oito físicos de refugiados, alguns dos quais deram o seu departamento de renome internacional no mundo da física de baixa temperatura. No final da década de 1930, a Universidade decidiu construir um novo edifício Clarendon e olhou atentamente para as relações entre os dois laboratórios de Oxford de física. Houve uma sugestão para converter a cadeira Wykeham em uma de física teórica. Em 1941 a carreira de Townsend chegou a um final infeliz. Ele se recusou a apoiar o esforço de guerra através do ensino-serviço dos homens, e a universidade nomeou um conselho relativo a visita. Townsend é culpado de má conduta e avisou que ele seria demitido, a menos que ele concordou em renunciar. Townsend, cavaleiro em janeiro de 1941, renunciou em setembro, sujeitos a sigilo.
Ele passou sua aposentadoria, em Oxford, onde morreu em 1957 na Casa de Enfermagem Acland.
Townsend Georgina casou-se com maio, também do Condado de Galway, e eles tiveram dois filhos. Sua esposa teve um interesse em política, tornou-se uma vereadora da cidade, e foi duas vezes prefeita de Oxford.

## Obras
- A Teoria da ionização de gases por Colisão (1910)
- Movimento de elétrons em Gases (1925)
- Eletricidade e Transmissão de Rádio (1943)
- As ondas eletromagnéticas (1951)